# Onychopterocheilus
Onychopterocheilus (лат.) — род одиночных ос (Eumeninae). Палеарктика. Более 65 видов.

## Распространение и экология
Палеарктика. Для СССР указывалось 33 вида, в основном из Средней Азии, Казахстана и Кавказа. В Европе 6 видов (O. albopictus, O. atrohirtus, O. hellenicus, O. matritensis, O. pallasii, O. rectus). Встречаются в степях, полупустынях и пустынях Палеарктики, от Северной Африки до Тибета, Монголии и Забайкалья. Почти все виды редкие или очень редкие, известны по единичным экземплярам. Вид Онихоптерохейлюс Палласа включён в Красную книгу Украины и Красную книгу Крыма.

## Описание
Осы средних размеров (1—2 см), чёрные с рыжевато-красными отметинами. От близких групп отличаются следующими признаками: 2-й и 3-й членики нижнегубных щупиков самки плоские, 3-й членик изогнут; нижнечелюстные щупики 6-члениковые; парастигма передних крыльев значительно короче птеростигмы. Вершина головы самки (темя) имеет две вершинные ямки. Передний край наличника самца вырезан. На стернитах 3—5 самца присутствует густое опушение.
Гнёзда в песчаной или глинистой почве. Взрослые самки охотятся на личинок насекомых для откладывания в них яиц и в которых в будущим появится личинка осы. Провизия — гусеницы.

## Классификация
Известно около 65 видов. Таксон Onychopterocheilus был впервые выделен в 1955 году немецким энтомологом Огюстом Паулем Блютгеном (August Paul Blüthgen, 1880—1967) в качестве подрода в составе рода Pterocheilus и большинство видов были ранее описаны в его составе. В 1988 году советский гименоптеролог Николай Курзенко выделил в составе рода Onychopterocheilus пять подродов: Acutopterocheilus Kurzenko, 1988; Asiapterocheilus Kurzenko, 1988; Ghilarocheilus Kurzenko, 1988; Neopterocheilus Kurzenko, 1988 и Onychopterocheilus s. str..
- Onychopterocheilus albopictus (Kriechbaumer, 1869)
- Onychopterocheilus anatolicus (Blüthgen, 1955)
- Onychopterocheilus angustipalpus (Kostylev, 1940) (Acutopterocheilus)
- Onychopterocheilus ata (Giordani Soika, 1943)
- Onychopterocheilus atrohirtus (Morawitz, 1885) (Acutopterocheilus)
- Onychopterocheilus bensoni (Giordani Soika, 1943) (Acutopterocheilus)
- Onychopterocheilus bytinskii (Gusenleitner, 1970)
- Onychopterocheilus chinensis Gusenleitner, 2005
- Onychopterocheilus coctus  (Giordani Soika, 1970)
- Onychopterocheilus crabroniformis (Morawitz, 1867)
- Onychopterocheilus cyaneipennis  (André, 1895)
- Onychopterocheilus cyrenaicus  Gribodo, 1924
- Onychopterocheilus dallatorrei (Morawitz, 1895)
- Onychopterocheilus dementievi (Kostylev, 1940)
- Onychopterocheilus debrochersi (Kostylev, 1940)
- Onychopterocheilus eburneus (Blüthgen, 1955)
- Onychopterocheilus ecarinatus (Morawitz, 1895) (Asiapterocheilus)
- Onychopterocheilus eckloni (Morawitz, 1885)
- Onychopterocheilus fausti (Morawitz, 1873) (Neopterocheilus)
- Onychopterocheilus fereniger (Giordani Soika, 1952) (Acutopterocheilus)
- Onychopterocheilus flaviventris Gusenleitner, 1991
- Onychopterocheilus fuscohirtus (Moravitz, 1895) (Acutopterocheilus)
- Onychopterocheilus glomeratus (Giordani Soika, 1977) (Asiapterocheilus)
- Onychopterocheilus grandiceps (Blüthgen, 1955)
- Onychopterocheilus hasdrubal  (Schmiedeknecht, 1900)
- Onychopterocheilus hellenicus (Morawitz, 1885)
- Onychopterocheilus hirtus (Kostylev, 1935) (Asiapterocheilus)
- Onychopterocheilus inversus (Kostylev, 1935)
- Onychopterocheilus kiritschenkoi (Kostylev, 1940) (Asiapterocheilus)
- Onychopterocheilus lelegrius Kurzenko, 1976
- Onychopterocheilus luteocinctus (Blüthgen, 1955) (Asiapterocheilus)
- Onychopterocheilus lutorius  (Giordani Soika, 1942)
- Onychopterocheilus matritensis (Dusmet, 1909)
- Onychopterocheilus mavromoustakisi  (Giordani Soika, 1970)
- Onychopterocheilus mena (Giordani Soika, 1943)
- Onychopterocheilus menzbieri (Kostylev, 1940)
- Onychopterocheilus mirus Gusenleitner, 1995
- Onychopterocheilus mochii (Giordani Soika, 1943)
- Onychopterocheilus nigropilosus (Kostylev, 1940) (Asiapterocheilus)
- Onychopterocheilus numida  Lepeletier, 1841
- Onychopterocheilus ornatus (Lepeletier, 1841)
- Onychopterocheilus pallasii (Klug, 1805)
- Onychopterocheilus pamirensis  (Bischoff, 1930) (Asiapterocheilus)
- Onychopterocheilus rectus (Dalla Torre, 1889)
  - =Odynerus rectus Dalla Torre, 1889
  - =Pterocheilus daw Dusmet, 1903[4]
- Onychopterocheilus rongsharensis (Giordani Soika, 1977) (Asiapterocheilus)
- Onychopterocheilus rudolphae (Kurzenko, 1976) (Ghilarocheilus)
- Onychopterocheilus rothi  (Dusmet, 1928)
- Onychopterocheilus rufipes (Gusenleitner, 1971) (Ghilarocheilus)
- Onychopterocheilus sareptanus (Kurzenko, 1976) (Acutopterocheilus)
- Onychopterocheilus sempti  (Giordani Soika, 1943)
- Onychopterocheilus skorikovi (Kostylev, 1940)
- Onychopterocheilus spheciformis (Gusenleitner, 1970) (Acutopterocheilus)
- Onychopterocheilus stiziformis (Gusenleitner, 1970)
- Onychopterocheilus tertius  (Giordani Soika, 1970)
- Onychopterocheilus tibetanus  (Meade-Waldo, 1913) (Asiapterocheilus)
- Onychopterocheilus turovi (Kostylev, 1936) (Ghilarocheilus)
- Onychopterocheilus unipunctatus (Lepeletier, 1841)
- Onychopterocheilus uralensis  (Kostylev, 1940) (Ghilarocheilus)
- Onychopterocheilus waltoni (Meade-Waldo, 1913) (Asiapterocheilus)
- Onychopterocheilus wuhaensis Gusenleitner, 2005